# Robert de Saône
 (signalé en mai 2025).
Si vous disposez d'ouvrages ou d'articles de référence ou si vous connaissez des sites web de qualité traitant du thème abordé ici, merci de compléter l'article en donnant les références utiles à sa vérifiabilité et en les liant à la section « Notes et références ».
- Archive Wikiwix
- Bing
- Cairn
- DuckDuckGo
- E. Universalis
- Gallica
- Google
- G. Books
- G. News
- G. Scholar
- Persée
- Qwant
- (zh) Baidu
- (ru) Yandex
- (wd) trouver des œuvres sur Wikidata

Robert, seigneur de Saône et de Zerdana, (? - Damas, août 1119) est un feudataire, baron de la principauté d'Antioche.

## Biographie
Il est le fils de Foulque de Saône, bâtisseur du château de Saône en Syrie.